# Гарет Емери
Гарет Емери (на английски: Gareth Emery) е английски транс DJ и продуцент. DJ номер 34 в класацията за най-добър DJ на планетата за 2006 г.

## Обща информация
Роден и израснал в Саутхемптън, той взима уроци по пиано, джаз музика и дори малко пънк. Гарет Емери се установи като един от най-успешните DJ и продуценти в транс музиката през последните години. Той беше класиран на 34-то място в престижната класация на DJ Magazine през 2006 г., а през 2007 г. се класира на 31-во (трябва да се има на предвид, че класацията се определя само и единствено от вота на феновете по имейл).

## Първоначален успех
Първият релийз на Емери е през 2002 г., когато излиза неговият дебютен White Label сингъл на винил – ремикс на The Shrink – Nervous Breakdown. Този ремикс се оказва трамплина в неговата кариера, като е пускан в предаванията на Eddie Halliwell и Judge Jules по BBC Radio 1. След големия успех, тракът е забелязан от още известни имена в транс/хаус музиката – Scot Project, Dave Pearce, Pete Tong и други. Следва официален релийз, като дори е включен в много компилации (най-известната от тях е Godskitchen Direct Mix Album).
След харт-тек транс ремикса на Nervous Breakdown, Гарет издава нови 2 трака – Psiclone и Flood Control, които са приети радушно от DJ-и като Armin Van Buuren и Ferry Corsten.
Най-важния трак, който прави Гарет известно и уважавано име в средите на транс музиката е GTR – Mistral. Тракът е пускан от транс DJ-и като Tiesto, Armin Van Buuren, Ferry Corsten.
Гарет Емери често е канен в най-големите британски клубове – Godskitchen, Slinky, The Gallery и Passion. Освен това той има участия по целия свят. Той издава траковете си от лейбъла Five AM Recordings, който е един от лидерите в британската транс сцена.

## Дискография
2007
- Albert Vorne – Formentera What? (Gareth Emery remix) [Club Elite]
- Gareth Emery pres. Runway – Outrageous [Baroque]

2006
- DT8 Project – Tomorrow Never Comes (Gareth Emery remix) [Mondo]
- Lange vs Gareth Emery – Another You, Another Me [Vandit]
- Lange vs Gareth Emery – Back On Track (Gareth Emery Back On Breaks remix) [Lange]
- Mike Foyle – Shipwrecked (Gareth Emery remix) [Armind]
- Vinny Troia с участието на Jaidene Veda – Flow (Gareth Emery remix) [Curvve]
- Vinny Troia с участието на Jaidene Veda – Flow (Gareth Emery dub) [Curvve]
- Gareth Emery & Nicholas Bennison – Interlok [Five AM]
- Gareth Emery & Nicholas Bennison – Interlok (Gaz's Dubbed Out mix) [Five AM]
- Gareth Emery & Jon O'Bir – No Way Back [Five AM]
- Gareth Emery & Jon O'Bir – Integrate [Five AM]
- Lange vs Gareth Emery – On Track [Lange]
- Lange vs Gareth Emery – Three [Lange]
- George Acosta с участието на Truth – Mellodrama (Gareth Emery remix) [Five AM]

2005
- Zodiak – Provincial Disco (Gareth Emery remix) [MICREC]
- DJ Sammy – L'bby Haba (Gareth Emery remix) [Super M]
- Gareth Emery – Between Dreams [Five AM]
- Gareth Emery – Backlash [Five AM]
- Gareth Emery – Tribalism [Five AM]
- Gareth Emery – History Of A Day [Five AM]
- Lange vs Gareth Emery – This Is New York [Lange Recordings]
- Lange vs Gareth Emery – X Equals 69 [Lange Recordings]
- Gareth Emery & Jon O'Bir – Bouncebackability [Five AM]
- Emery & Kirsch – Lose Yourself [Enhanced]
- Cupa – Mass Panic (Gareth Emery remix) [Five AM]
- Cupa – Mass Panic (Concept mix) [Five AM]
- Digital Blues – Digital Blues [Lange Recordings]
- Digital Blues – Definition [Lange Recordings]
- Nu-NRG – Dreamland (Gareth Emery vs Brisky remix) [Monster]

2004
- Wirefly – The Verdict (Gareth Emery & Mark Dedross mix) [Motion]
- Gareth Emery & Jon O'Bir – Escapade [Five AM]
- GTR – Reason To Believe (Original mix) [Five AM]
- GTR – Reason To Believe (Gareth Emery remix) [Five AM]
- Echano – Nothing To Live For (Gareth Emery remix) [Motion]
- Will Holland – Magicka (Gareth Emery remix) [Forty Five]
- Digital Delinquents – Forever (Gareth Emery vocal / dub) [Equilibrium]

2003
- CERN – The Message (additional production) [Five AM / ASOT]
- Cupa – Blaze [Five AM]
- Cupa – Foundation [Five AM]
- Nova – All This Love (GTR mix) [Multiply]
- CERN – Baileys (GTR dub) [Five AM]
- Quadraphonic – I Can Feel Your Love (Gareth Emery's GTR mix) [Lost Language]

2002
- GTR – Mistral [Five AM]
- GTR – Flood Control [Influential]
- GTR – Psiclone [Influential]
- GTR vs The Shrink – Nervous Breakdown (Trance mix) [Nutrition]
- GTR vs The Shrink – Nervous Breakdown (Bootleg mix) [Nutrition]